# Rădulești (okręg Teleorman)
Rădulești – wieś w Rumunii, w okręgu Teleorman, w gminie Crevenicu. W 2011 roku liczyła 587 mieszkańców.